# شاه شاهکی
شاه شاهکی بازی مرسومی در بین افراد بزرگسال در بروجرد بوده که شبها انجام می‌گرفته‌است. گروهی به توافق، یکی از خود را به عنوان فرمانده (شاهک) انتخاب می‌کردند و وی دستورهای پیچیده و دشواری به آن‌ها می‌داده است. برای نمونه، از آن‌ها می‌خواسته به گوشه‌ای از شهر بروند و فردی را دستگیر کرده و بیاورند و گروه نیز چنین می‌کرده‌اند و ظاهراً به دلیل عمومیت داشتن این بازی، چندان هم موجب برخورد و بی احترامی نمی‌شده‌است   (ص. ۱۹۶). 